# Plutothrix kuboi
Plutothrix kuboi är en stekelart som beskrevs av Kamijo 2004. Plutothrix kuboi ingår i släktet Plutothrix och familjen puppglanssteklar. Inga underarter finns listade i Catalogue of Life.